# Oldenlandia patula
Oldenlandia patula är en måreväxtart som beskrevs av Cornelis Eliza Bertus Bremekamp. Oldenlandia patula ingår i släktet Oldenlandia och familjen måreväxter. Inga underarter finns listade i Catalogue of Life.